# Valle de Ollo/Ollaran
Valle de Ollo/Ollaran (spanisch Ollo; baskisch Ollaran, auch Olloibar) ist eine Gemeinde (municipio) mit 436 Einwohnern (Stand: 2024) in der autonomen Gemeinschaft Navarra im Norden von Spanien. Die Gemeinde besteht aus zahlreichen Orten, namentlich: Anotz, Beasoáin-Eguíllor, Ilzarbe, Ollo, Senosiáin, Ulzurrun Saldise und Arteta. Der Verwaltungssitz befindet sich in Ollo.

## Lage und Klima
Valle de Ollo/Ollaran liegt in ca. 505 m Höhe und ist ca. 17 Kilometer (Fahrtstrecke) in westnordwestlicher Richtung von der Regionalhauptstadt Pamplona entfernt. Das Klima ist gemäßigt bis warm.

## Bevölkerungsentwicklung
| Jahr      | 1970 | 1981 | 1991 | 2001 | 2011 | 2021 |
| Einwohner | 441  | 346  | 361  | 323  | 374  | 413  |

## Sehenswürdigkeiten

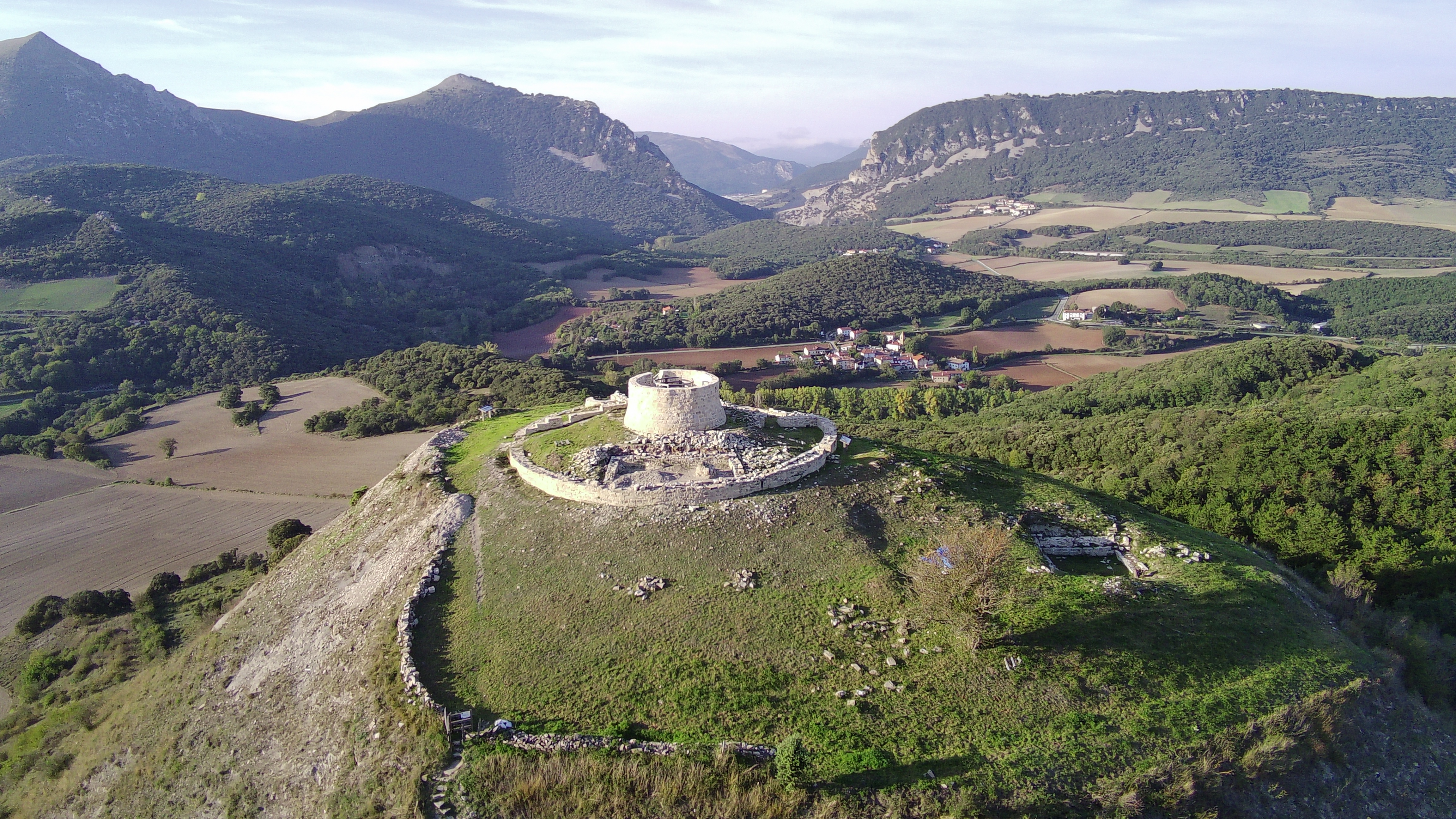
Burganlage von Garaño
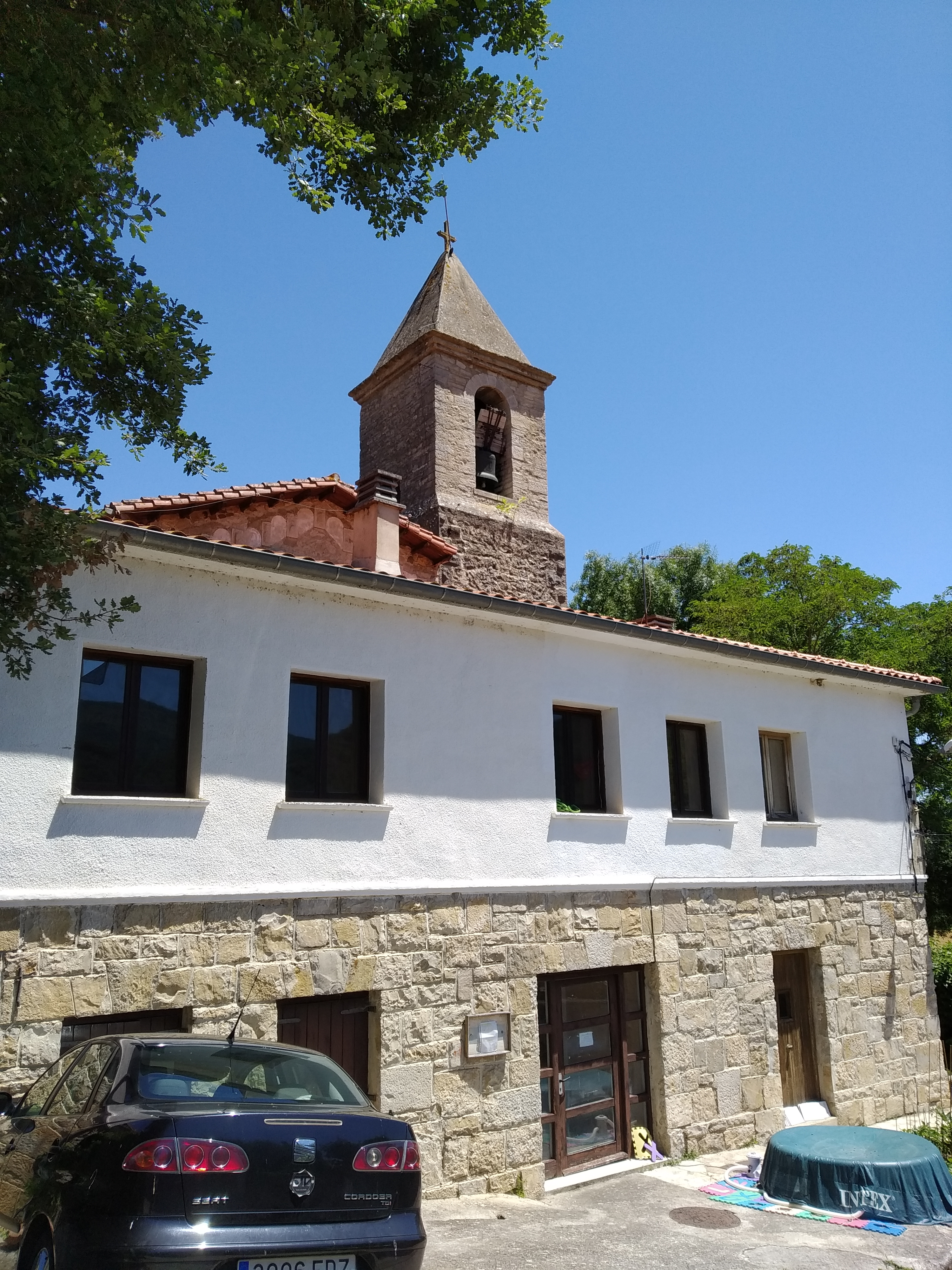
Kirche von Anotz

- Burganlage von Garaño
- Kirche von Anotz